# Drimys monogyna
Drimys monogyna är en tvåhjärtbladig växtart som beskrevs av Kanehira och Hatusima. Drimys monogyna ingår i släktet Drimys och familjen Winteraceae. Inga underarter finns listade.